# A Shot at Love with Tila Tequila II
A Shot At Love with Tila Tequila II é um programa de televisão estadunidense de 2008. Foi oficialmente a segunda edição do programa A Shot at Love with Tila Tequila. Nele, Tila tem que escolher novamente uma pessoa entre 15 homens e 15 mulheres, dado o insucesso de seu romance com Bobby, o vencedor da primeira edição do programa. Foi exibido na MTV às 23:00h. Seu último episódio foi exibido dia 25 de setembro de 2008.